# Gärdesgyl (Öljehults socken, Blekinge)
Gärdesgyl är en sjö i Ronneby kommun i Blekinge och ingår i Vierydsåns huvudavrinningsområde.